# Pycnocycla ledermannii
Pycnocycla ledermannii är en flockblommig växtart som beskrevs av H.Wolff. Pycnocycla ledermannii ingår i släktet Pycnocycla och familjen flockblommiga växter. Inga underarter finns listade i Catalogue of Life.